# Idaea ferrilinea
Idaea ferrilinea là một loài bướm đêm thuộc họ Geometridae. Nó được tìm thấy ở Úc.